# Vincent-Louis Stenzel
Vincent-Louis Stenzel (* 13. Oktober 1996 in Lünen) ist ein deutscher Fußballspieler.

## Vereinskarriere
Als Siebenjähriger wechselte Stenzel in die U-9 von Borussia Dortmund und spielte fortan in allen Jugendmannschaften des Traditionsvereins. Als Vierzehnjähriger rückte er in das U-17-Bundesligateam auf. In der Saison 2014/15 spielte Stenzel als U-19-Nachwuchsspieler in der zweiten Mannschaft von Borussia Dortmund. Er gab sein Debüt in der 3. Liga am 23. Spieltag gegen den SSV Jahn Regensburg.
Im Juli 2015 wechselte Stenzel zur zweiten Mannschaft des SC Freiburg, wo er in insgesamt 16 Spielen drei Tore erzielen konnte. Zur Saison 2016/17 verpflichtete der Drittligist Hallescher FC Stenzel. Noch bevor er allerdings ein reguläres Spiel für Halle absolvieren konnte, verletzte sich Stenzel nach einem Foul im Testspiel gegen Borussia Dortmund schwer am Knie und verpasste die komplette Spielzeit. Sein erstes Drittligaspiel für den HFC absolvierte Stenzel am 15. Dezember 2017 gegen den SC Paderborn 07. Zur Saison 2018/19 wechselte er zum FC Carl Zeiss Jena. Dort erzielte er am 3. November 2018 (14. Spieltag) beim 1:1 gegen den FC Hansa Rostock seinen ersten Profitreffer.
Nach nur sechs Pflichtspielen in der Hinrunde verließ Stenzel die Thüringer in der Winterpause und schloss sich bis zum Saisonende dem Bonner SC in der Regionalliga West an. Zur Spielzeit 2019/20 wechselte er zum Ligakonkurrenten Rot-Weiß Oberhausen. Sein Vertrag dort endete im Sommer 2021.